# Unión Republicana Femenina
Unión Republicana Femenina var en spansk kvinnoorganisation, grundad 1931.
Den grundades av Clara Campoamor i november 1931.
Det var en feministisk organisation med syftet att verka för kvinnors rösträtt och övriga grundläggande medborgerliga rättigheter. Föreningen hade flera framgångar under de progressiva 1930-talet i Spanien; kvinnlig rösträtt infördes redan i oktober 1931. Det bedrev också många direkta verksamheter, som literationskurser för kvinnliga analfabeter. 
Den uppgick i vänsterpartiet Izquierda Republicana 1935 och förlorade därmed sin status som självständig förening. Den kom sedan att tillsammans med Asociación Nacional de Mujeres Española att utgöra detta partis kvinnoförbund. Därmed upplöstes det, tillsammans med detta parti, efter Francos seger i spanska inbördeskriget. 